# Clarks Fork Yellowstone River
Der Clarks Fork Yellowstone River, oder kurz: Clarks Fork, ist ein etwa 223 km langer rechter Nebenfluss des Yellowstone River in den US-Bundesstaaten Montana und Wyoming.

## Flusslauf
Der Clarks Fork Yellowstone River entsteht 5 km östlich von Cooke City-Silver Gate an der Südflanke der Beartooth Mountains, einem Gebirgszug der Rocky Mountains, im zentralen Süden von Montana unweit der Grenze zu Wyoming am Zusammenfluss seiner beiden Quellflüsse West Fork Clarks Fork und Broadwater River. Der Clarks Fork Yellowstone River strömt anfangs 60 km nach Südosten. Dabei überquert er die Grenze nach Wyoming. Anschließend wendet er sich 30 km nach Nordosten und schließlich dreht er in Richtung Nordnordost. Nach Verlauf durch den Clarks Fork Canyon erreicht der Fluss das westliche Bighorn Basin und überquert die Grenze nach Montana. Der Clarks Fork Yellowstone River passiert die Gemeinden Belfry, Bridger und Fromberg und mündet schließlich 5 km südöstlich der Kleinstadt Laurel in den Yellowstone River. Der Oberlauf des Flusses befindet sich im Gallatin National Forest in Montana sowie im Shoshone National Forest in Wyoming. Der Wyoming Highway 296 (Chief Joseph Scenic Byway) und der Beartooth Highway (U.S. Highway 212) führen entlang dem Oberlauf des Flusses. Ein 33 km langer Flussabschnitt unterhalb der Crandall Creek Bridge wurde 1990 in der Kategorie wild in das National Wild and Scenic River System aufgenommen.

## Hydrologie
Der Clarks Fork Yellowstone River ist als Nebenfluss des Yellowstone River Teil des Einzugsgebietes des Missouri River, der über den Mississippi in den Golf von Mexiko entwässert. Das Einzugsgebiet des Clarks Fork Yellowstone River umfasst ein Areal von etwa 7210 km² und grenzt an die Einzugsgebiete von Pryor Creek und Sage Creek im Osten, Shoshone River und North Fork Shoshone River im Süden, Lamar River und Soda Butte Creek im Westen sowie East Rosebud Creek und Stillwater River im Nordwesten. Der mittlere Abfluss am Pegel nahe Silesia, 25 km oberhalb der Mündung, beträgt 32,4 m³/s. Am meisten Wasser führt der Fluss während der Schneeschmelze im Juni mit 126 m³/s im Monatsmittel. Der Clarks Fork Yellowstone River ist nach dem Bighorn River der zweitwasserreichste Nebenfluss des Yellowstone und entwässert große Teile der Beartooth- und Absaroka Mountains.

## Galerie

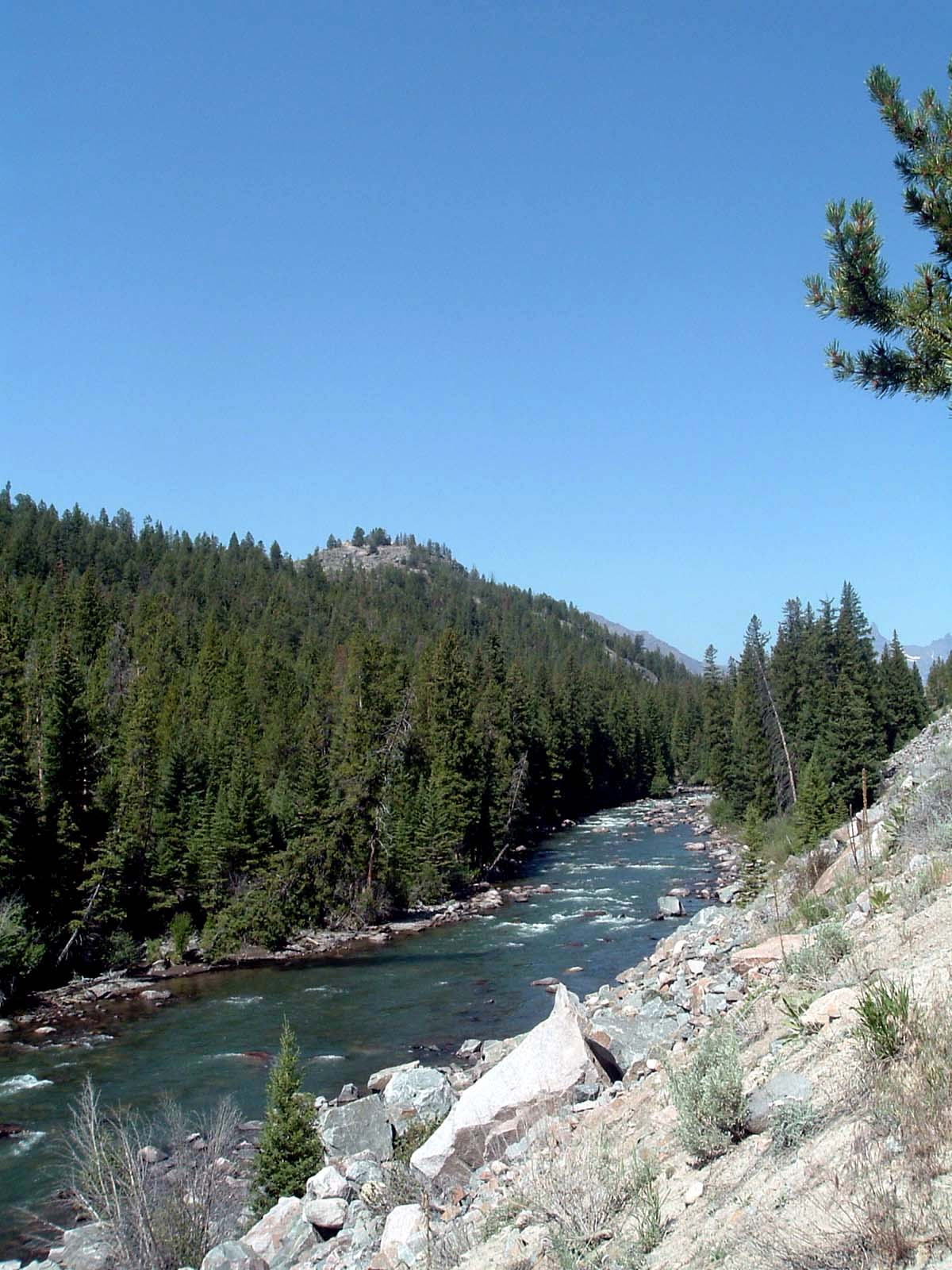
Der Fluss, gesehen vom Beartooth Highway
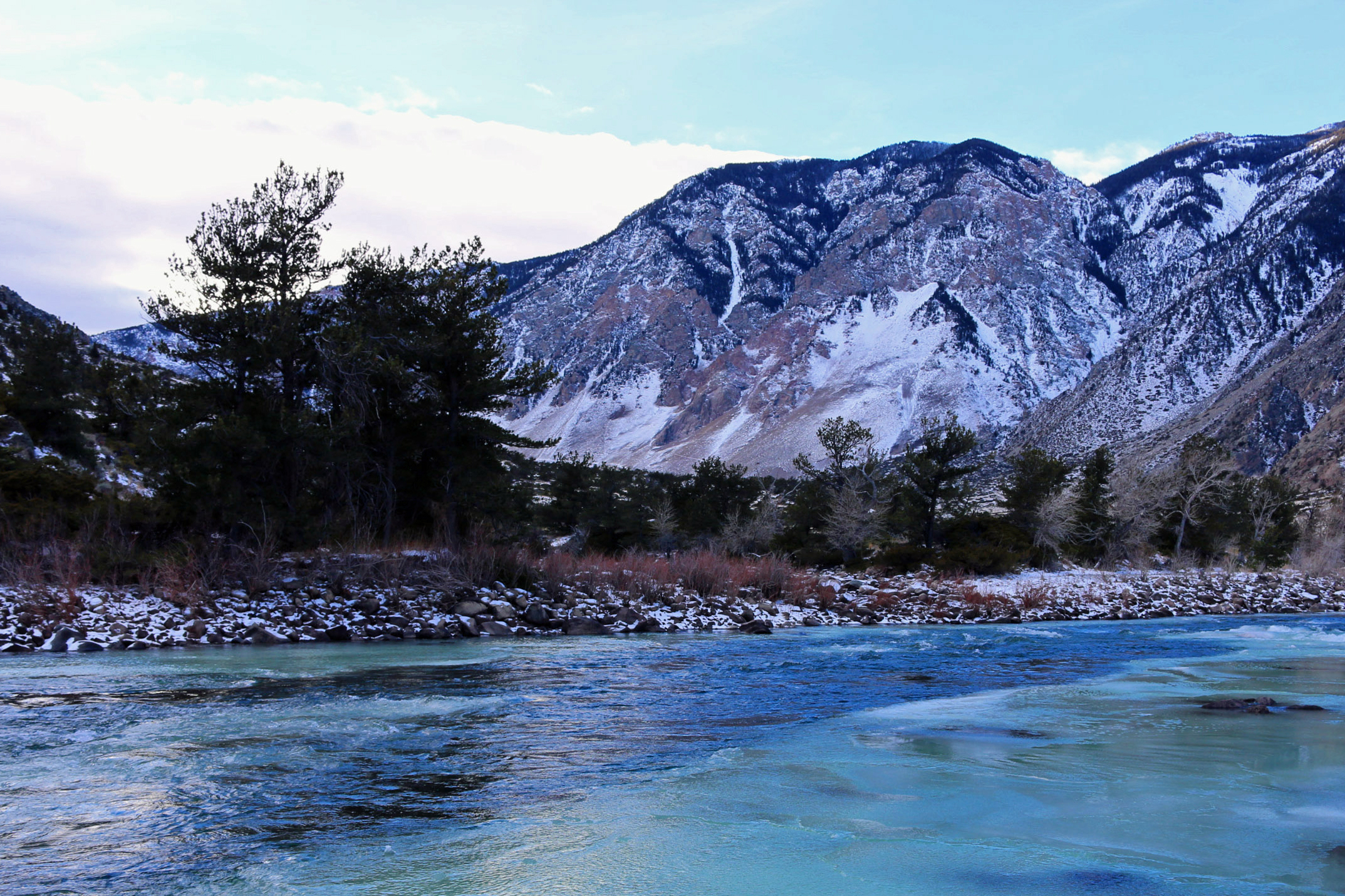
Oberlauf des Flusses
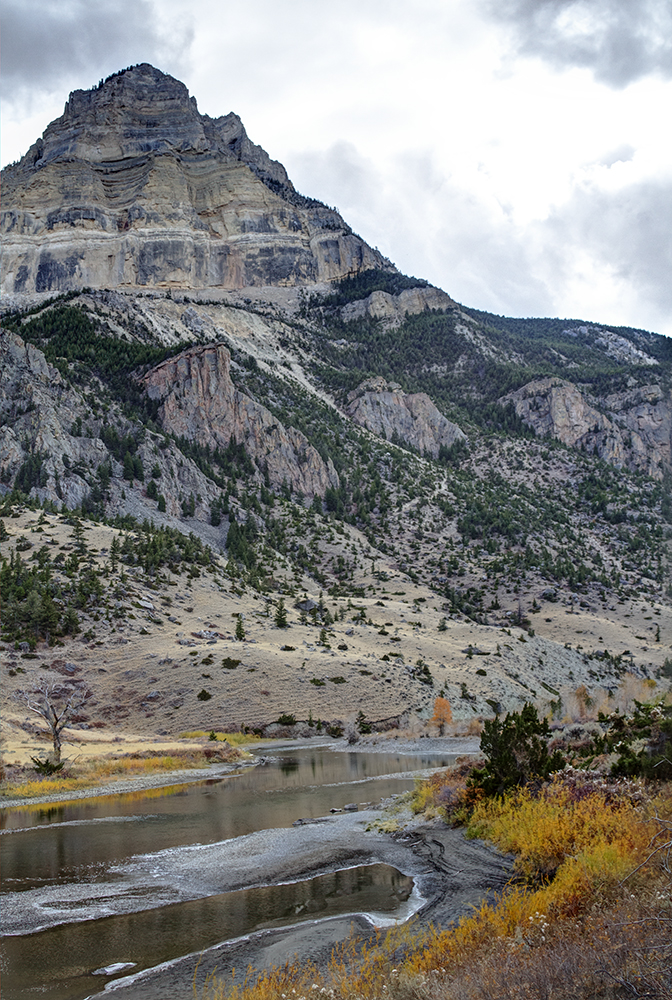
Clarks Fork im Shoshone National Forest
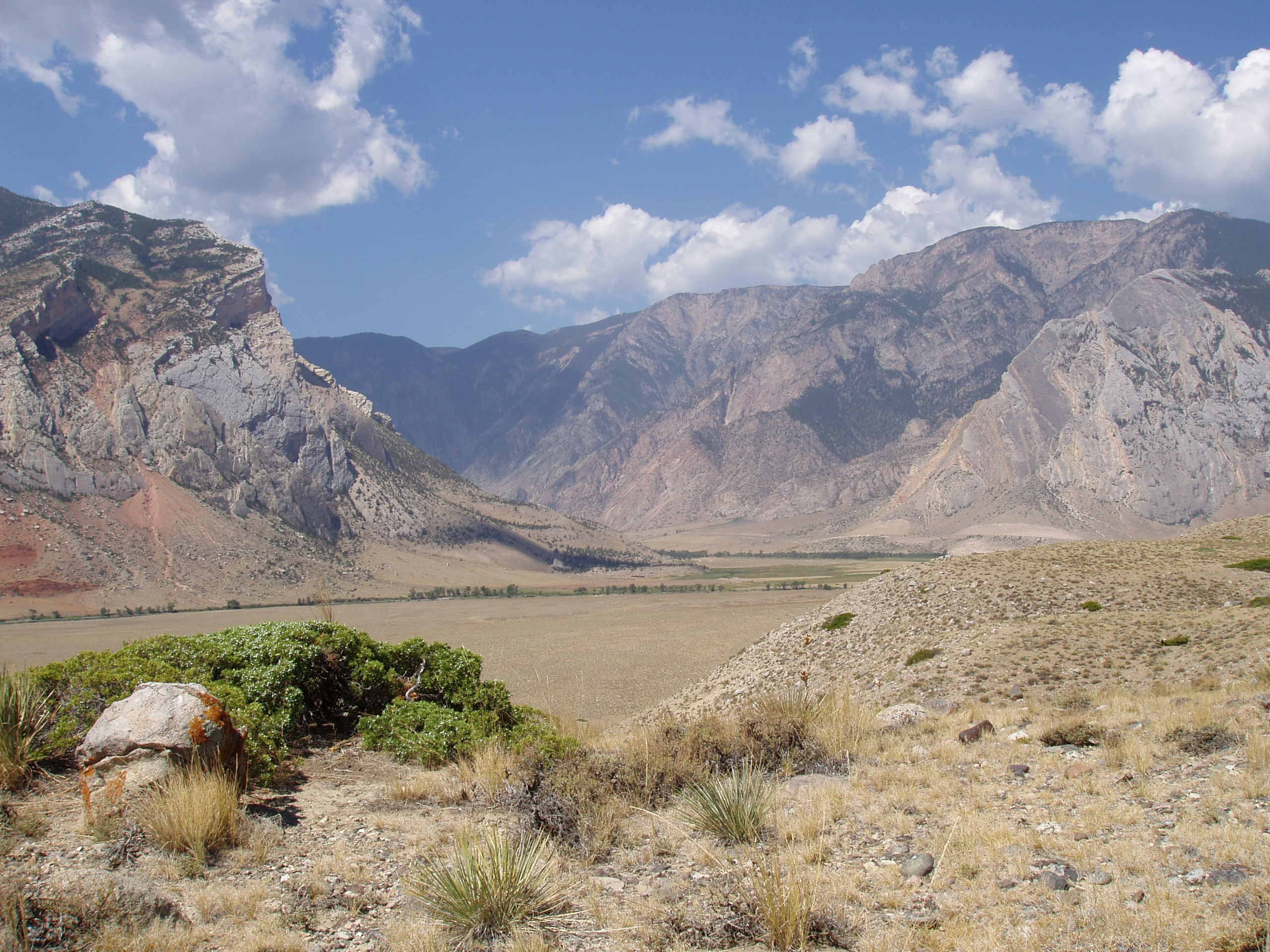
Clarks Fork Canyon
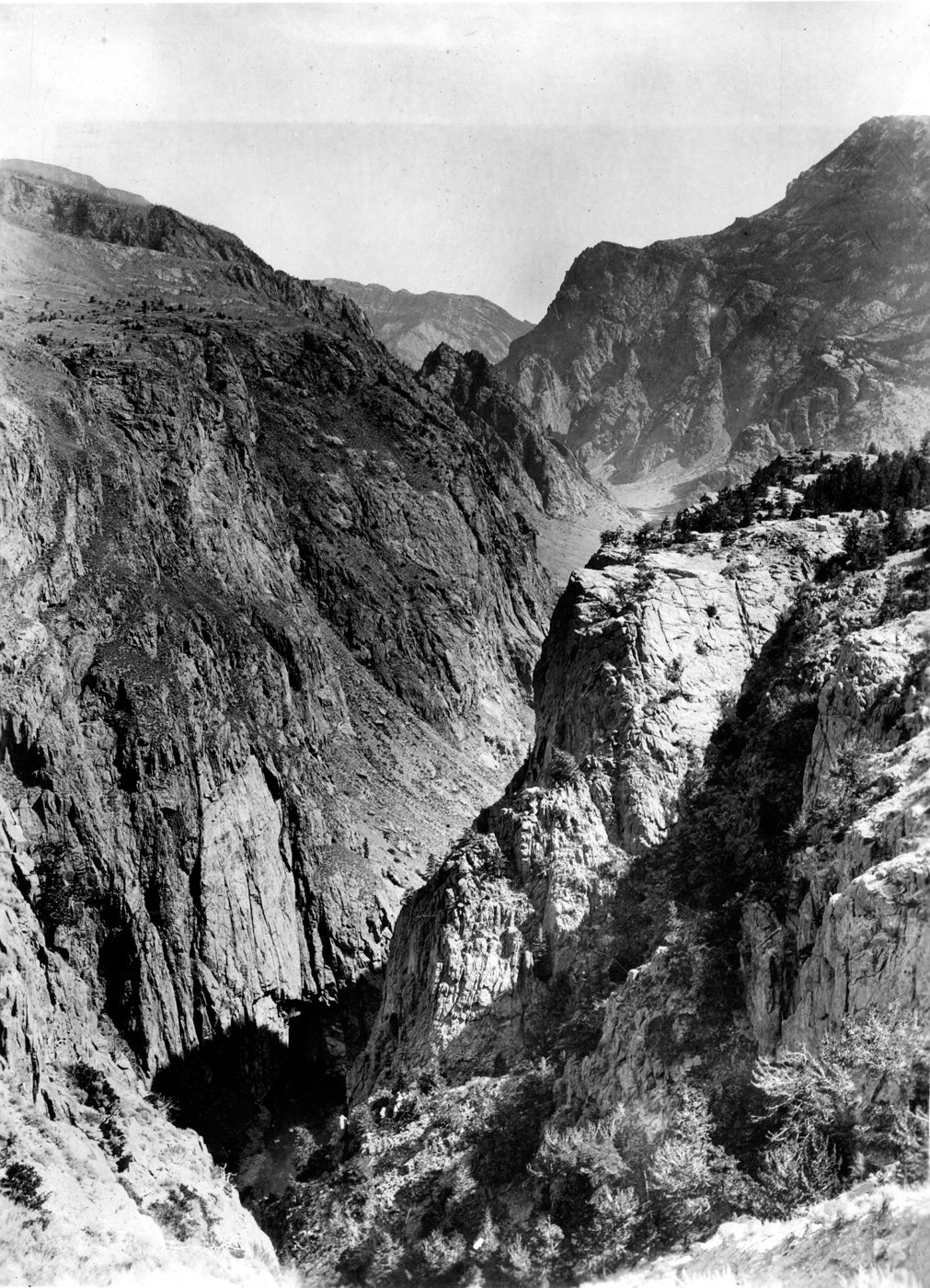
Clarks Fork Canyon, 1893